# Aguijankarekiet
De aguijankarekiet (Acrocephalus nijoi) is een uitgestorven zangvogel uit de familie Acrocephalidae (rietzangers).

## Verspreiding en leefgebied
Deze soort was endemisch op Aguijan, een eiland van de noordelijke Marianen.